# Martí Vives
Martí Vives (Prada, Conflent, 25 de maig de 1905 - Sant Cebrià de Rosselló, Rosselló, 25 de desembre de 1991) fou un pintor nord-català, resistent i conservador del Museu d'Art Jacint Rigau de Perpinyà.

## Un home compromès[3]
Va realitzar el seu servei militar des del 23 d'octubre de 1924 fins a 1928 a la força aèria del 3r Regiment a Mainz. Després, ingressà a l'ajuntament de Perpinyà l'1 de setembre de 1929. El 1939, el departament dels Pirineus Orientals, aclaparat per l'afluència de refugiats espanyols, s'enfronta a la urgència internants republicans espanyols en camps (Argelers, etc.). L'abril del 1939, Martin Vives (descendent de catalans del sus refugiats carlins) nota l'exposició de dibuixos de refugiats a la galeria Chez Vivant a Perpinyà. Aquests artistes són Antoni Clavé i Sanmartí, Pedro Florès i Carles Fontserè i Carrió. Després de conèixer-los al camp dels Haras (Perpinyà), Martin Vivès utilitza les seves relacions per alliberar-les. Continuarà fent sortir altres artistes espanyols dels camps. A partir d'aquest episodi continuarà una amistat ininterrompuda entre Antoni Clavé i Martí Vives.
Martí Vives entrà a la resistència francesa l'agost de 1940. Fou encarregat de difondre el diari de la resistència Vérités. El 1941 va dirigir el servei municipal d'avituallament i racionament. El 1942 fou encarregat de reclutament, organització i propaganda dels M.U.R (Moviments Units de la Resistència). El 26 de gener de 1944 va explotar l'Oficina d'Intel·ligència Militar de Perpinyà que contenia els fitxers del Servei de Treball Obligatori (STO). Es va amagar a la Tor de França des de juny de 1944 fins a setembre de 1944. El 20 de setembre de 1944 fou nomenat membre del comitè departamental d'alliberament.

## Un pintor rossellonès
Alumne de Josep Morell i Macià en 1921 a Perpinyà, va estudiar a l'Escola de la Llotja de Barcelona el 1922, i després a l'Escola Gauthier de Bordeus el 1923. Va ser influenciat per la pintura de Cézanne, una herència que afirma amb humilitat « Cezanne, el meu mestre, he ignorat durant molt de temps que estava buscant el que havia trobat ». La seva pròpia pintura està marcada per un toc de zones planes lluminoses, acolorides i denses. Va ser amic d'Antoni Clavé, es va reunir amb regularitat amb Raoul Dufy i va ser una de les poques personalitats que va assistir al funeral d'Arístides Maillol. Pintor sense concessions, va romandre aliè a les modes, es va negar a complir el gust del mercat parisenc i, per tant, "fer una carrera a París", però la seva pintura va assolir ràpidament un gran èxit. Molt arrelat a la terra catalana, va pintar paisatges, escenes de la vida quotidiana, tradicions. L'obra de Martin Vives està marcada per una doble identitat: «M'agrada, m'ha agradat i sempre m'encantaran els grans pintors, mai els he copiat i ningú em copiarà perquè, encara que francès mai en cap moment he renegat del meu esperit fonamentalment català. »
D'altra banda, el crític Rafael Benet també va notar aquesta dualitat durant una exposició a la Sala Parés de Barcelona: "En resum, la pintura de Martí Vivès tendeix a crear un estil personal, fugint de l'ardor massa espectacular i de tots els perills banals de la genialitat. La cultura francesa va donar el to a l'artista, però en l'equilibri i la lògica batega la sang ibèrica. La biologia impossible de negar romanticitza la lògica i sembla allargar la normalitat. Aquest català de França pinta amb audàcia. » Lluny de ser un pintor regionalista, Martí Vivès sempre ha destacat la dimensió universal de la pintura: « No m'importa el to local, només el valor pictòric per a mi"», afirma.
Va ser conservador del Museu d'Art Jacint Rigau de Perpinyà de 1944 a 1968.
Es pot trobar obres seves al Museu Abelló de Mollet del Vallès.

## Exposicions i distincions
- Sala Aragó de Perpinyà, de 1930 a 1937 (de l'11 al 20 de desembre).
- Sala Parés de Barcelona, 1935.
- Galera Ror-Volmar, París, 1987 i 1989.
- Donació de Martí Vivès a la vila de Prada
- Gran Premi de la ciutat de Roma en 1972.
- Creu de guerra amb palmes de 1951.
- Referenciat al Bénézit.